# Daniel Wallace (écrivain)
Pour les articles homonymes, voir Wallace et Daniel Wallace.
Œuvres principales
- Big Fish
- Le Roi de la pastèque

Daniel Wallace (né en 1959 à Birmingham, en Alabama aux États-Unis) est un écrivain américain. Il est connu pour avoir écrit Big Fish, un roman adapté à l'écran pour le film de Tim Burton : Big Fish.

## Biographie
Wallace a fait des études de commerce à l'université Emory et à l'Université de Caroline du Nord à Chapel Hill. Il n'a pourtant pas été diplômé, ayant préféré partir à Nagoya au Japon pour travailler dans une entreprise commerciale. Wallace est ensuite retourné en Caroline du Nord pour travailler durant treize ans dans une librairie, parallèlement à une activité d'illustrateur. Il vit toujours à Chapel Hill avec sa femme Laura et son fils Henry. Il est aujourd'hui professeur à l'Université de Caroline du Nord à Chapel Hill.
Daniel Wallace illustre lui-même ses romans par de nombreux croquis à l'allure enfantine disséminés dans les chapitres.